# Birnenhonig
Il Birnenhonig ("miele di pere") è un sciroppo speciale e caratteristico della Svizzera centrale.
Si ottiene cuocendo le pere ed estraendone il succo. Per la preparazione bisogna lasciar cuocere le pere da sei a sette ore. Alla fine si ottiene un prodotto opaco, cremoso, marrone scuro che si può utilizzare in tanti modi: spalmato sul pane o come ingrediente principale per il "Luzerner Lebkuchen" (panpepato). Durante la seconda guerra mondiale si consumava molto latte con Birnenhonig a causa della scarsità di caffè.
Nel Nord America è conosciuto come Pear Butter (burro di pere).